# Campeón de Campeones 1967-68
El Campeón de Campeones 1967-68 fue la XXVII edición del Campeón de Campeones que enfrentó al campeón de la Liga 1967-68: Toluca y al campeón de la Copa México 1967-68: Atlas.
El título por primera vez se jugó a dos partidos y al final, el Toluca consiguió adjudicarse por segunda vez en su historia este trofeo.

## Participantes
| Toluca |  |  |  | Campeón de la Primera División de México (1967-68) |
| Atlas  |  |  |  | Campeón de la Copa México (1967-68)                |

## Resultados
| 28 de enero de 1968 | Toluca                                    | 3:1 (3:1) | Atlas       | Estadio Luis Dosal, Toluca de Lerdo |                             |
|                     | Ramírez 18' (a.g.) · Epaminondas 33', 44' |           | Delgado 22' | Árbitro(s): Ricardo Basurto         | Árbitro(s): Ricardo Basurto |

|       | POR   | Florentino López   |     |
|       | DEF   | Héctor Vivar       |     |
|       | DEF   | Mauro Ramos        |     |
|       | DEF   | Jorge Arévalo      |     |
|       | DEF   | José Luis Estrada  |     |
|       | MED   | Tomás Reynoso      |     |
|       | MED   | Juan Dosal         | 46' |
|       | MED   | Felipe Ruvalcaba   |     |
|       | DEL   | Albino Morales     |     |
|       | DEL   | Amaury Epaminondas | 63' |
|       | DEL   | Vicente Pereda     |     |
| D. T. | D. T. | Ignacio Trelles    |     |

|       | POR   | Javier Vargas      |     |
|       | DEF   | Gamaliel Ramírez   |     |
|       | DEF   | Rodolfo Jáuregui   |     |
|       | DEF   | Humberto Medina    |     |
|       | DEF   | José Luis Aceves   |     |
|       | MED   | Fernando Padilla   |     |
|       | MED   | Ignacio Buenrostro |     |
|       | DEL   | García             | 12' |
|       | DEL   | Rafael Gómez       |     |
|       | DEL   | Magdaleno Mercado  |     |
|       | DEL   | José Antonio Pérez | 42' |
| D. T. | D. T. | Javier Novello     |     |

|  | MED | Jesús Romero Reyes | 46' |
|  | DEL | Francisco Linares  | 63' |

|  | DEL | Pepe Delgado   | 12' |
|  | DEL | Cecilio Moreno | 42' |

| 18' (a.g.) · 33' · 44' | Gamaliel Ramírez Amaury Epaminondas | 1:0 2:1 3:1 |

| 22' | Pepe Delgado | 1:1 |

| 32' | Gamaliel Ramírez |

| Principal | Ricardo Basurto |

|       | POR   | Florentino López   |     |
|       | DEF   | Héctor Vivar       |     |
|       | DEF   | Mauro Ramos        |     |
|       | DEF   | Jorge Arévalo      |     |
|       | DEF   | José Luis Estrada  |     |
|       | MED   | Tomás Reynoso      |     |
|       | MED   | Juan Dosal         | 46' |
|       | MED   | Felipe Ruvalcaba   |     |
|       | DEL   | Albino Morales     |     |
|       | DEL   | Amaury Epaminondas | 63' |
|       | DEL   | Vicente Pereda     |     |
| D. T. | D. T. | Ignacio Trelles    |     |

|       | POR   | Javier Vargas      |     |
|       | DEF   | Gamaliel Ramírez   |     |
|       | DEF   | Rodolfo Jáuregui   |     |
|       | DEF   | Humberto Medina    |     |
|       | DEF   | José Luis Aceves   |     |
|       | MED   | Fernando Padilla   |     |
|       | MED   | Ignacio Buenrostro |     |
|       | DEL   | García             | 12' |
|       | DEL   | Rafael Gómez       |     |
|       | DEL   | Magdaleno Mercado  |     |
|       | DEL   | José Antonio Pérez | 42' |
| D. T. | D. T. | Javier Novello     |     |

|  | MED | Jesús Romero Reyes | 46' |
|  | DEL | Francisco Linares  | 63' |

|  | DEL | Pepe Delgado   | 12' |
|  | DEL | Cecilio Moreno | 42' |

| 18' (a.g.) · 33' · 44' | Gamaliel Ramírez Amaury Epaminondas | 1:0 2:1 3:1 |

| 22' | Pepe Delgado | 1:1 |

| 32' | Gamaliel Ramírez |

| Principal | Ricardo Basurto |

|       | POR   | Florentino López   |     |
|       | DEF   | Héctor Vivar       |     |
|       | DEF   | Mauro Ramos        |     |
|       | DEF   | Jorge Arévalo      |     |
|       | DEF   | José Luis Estrada  |     |
|       | MED   | Tomás Reynoso      |     |
|       | MED   | Juan Dosal         | 46' |
|       | MED   | Felipe Ruvalcaba   |     |
|       | DEL   | Albino Morales     |     |
|       | DEL   | Amaury Epaminondas | 63' |
|       | DEL   | Vicente Pereda     |     |
| D. T. | D. T. | Ignacio Trelles    |     |

|       | POR   | Javier Vargas      |     |
|       | DEF   | Gamaliel Ramírez   |     |
|       | DEF   | Rodolfo Jáuregui   |     |
|       | DEF   | Humberto Medina    |     |
|       | DEF   | José Luis Aceves   |     |
|       | MED   | Fernando Padilla   |     |
|       | MED   | Ignacio Buenrostro |     |
|       | DEL   | García             | 12' |
|       | DEL   | Rafael Gómez       |     |
|       | DEL   | Magdaleno Mercado  |     |
|       | DEL   | José Antonio Pérez | 42' |
| D. T. | D. T. | Javier Novello     |     |

|  | MED | Jesús Romero Reyes | 46' |
|  | DEL | Francisco Linares  | 63' |

|  | DEL | Pepe Delgado   | 12' |
|  | DEL | Cecilio Moreno | 42' |

| 18' (a.g.) · 33' · 44' | Gamaliel Ramírez Amaury Epaminondas | 1:0 2:1 3:1 |

| 22' | Pepe Delgado | 1:1 |

| 32' | Gamaliel Ramírez |

| Principal | Ricardo Basurto |

|       | POR   | Florentino López   |     |
|       | DEF   | Héctor Vivar       |     |
|       | DEF   | Mauro Ramos        |     |
|       | DEF   | Jorge Arévalo      |     |
|       | DEF   | José Luis Estrada  |     |
|       | MED   | Tomás Reynoso      |     |
|       | MED   | Juan Dosal         | 46' |
|       | MED   | Felipe Ruvalcaba   |     |
|       | DEL   | Albino Morales     |     |
|       | DEL   | Amaury Epaminondas | 63' |
|       | DEL   | Vicente Pereda     |     |
| D. T. | D. T. | Ignacio Trelles    |     |

|       | POR   | Javier Vargas      |     |
|       | DEF   | Gamaliel Ramírez   |     |
|       | DEF   | Rodolfo Jáuregui   |     |
|       | DEF   | Humberto Medina    |     |
|       | DEF   | José Luis Aceves   |     |
|       | MED   | Fernando Padilla   |     |
|       | MED   | Ignacio Buenrostro |     |
|       | DEL   | García             | 12' |
|       | DEL   | Rafael Gómez       |     |
|       | DEL   | Magdaleno Mercado  |     |
|       | DEL   | José Antonio Pérez | 42' |
| D. T. | D. T. | Javier Novello     |     |

|  | MED | Jesús Romero Reyes | 46' |
|  | DEL | Francisco Linares  | 63' |

|  | DEL | Pepe Delgado   | 12' |
|  | DEL | Cecilio Moreno | 42' |

| 18' (a.g.) · 33' · 44' | Gamaliel Ramírez Amaury Epaminondas | 1:0 2:1 3:1 |

| 22' | Pepe Delgado | 1:1 |

| 32' | Gamaliel Ramírez |

| Principal | Ricardo Basurto |

| 1 de febrero de 1968 | Atlas                         | 1:0 (1:0; 1:0) (2:3 p.)    | Toluca                        | Estadio Jalisco, Guadalajara |                            |
|                      | Mercado 30' (pen.)            |                            |                               | Árbitro(s): Vicente Medina   | Árbitro(s): Vicente Medina |
|                      |                               | Tiros desde el punto penal |                               |                              |                            |
|                      | - Mercado - Mercado - Mercado |                            | - Morales - Morales - Morales |                              |                            |

|       | POR   | Javier Vargas          |    |
|       | DEF   | Gamaliel Ramírez       |    |
|       | DEF   | Antonio Torres         |    |
|       | DEF   | José Luis Juárez       |    |
|       | MED   | José Rodríguez Sevilla |    |
|       | MED   | Humberto Medina        |    |
|       | DEL   | Ignacio Buenrostro     |    |
|       | DEL   | Rigoberto Ruvalcaba    |    |
|       | DEL   | Rafael Gómez           | ?' |
|       | DEL   | Magdaleno Mercado      |    |
|       | DEL   | José Antonio Pérez     | ?' |
| D. T. | D. T. | Javier Novello         |    |

|       | POR   | Florentino López   |    |
|       | DEF   | Héctor Vivar       |    |
|       | DEF   | Mauro Ramos        |    |
|       | DEF   | Jorge Arévalo      |    |
|       | MED   | José Luis Estrada  |    |
|       | MED   | Tomás Reynoso      |    |
|       | DEL   | Felipe Ruvalcaba   |    |
|       | DEL   | Amaury Epaminondas | ?' |
|       | DEL   | Juan Dosal         | ?' |
|       | DEL   | Albino Morales     |    |
|       | DEL   | Vicente Pereda     |    |
| D. T. | D. T. | Ignacio Trelles    |    |

|  | DEL | Pepe Delgado | ?' |
|  | DEL | Jorge Silva  | ?' |

|  | DEL | Francisco Linares   | ?' |
|  | DEL | Manuel Cerda Canela | ?' |

| 30' (pen.) | Magdaleno Mercado | 1:0 |

| Acierto de penal · Fallo de penal · Acierto de penal | Magdaleno Mercado | 1:0 1:1 2:2 |

| Acierto de penal · Acierto de penal · Acierto de penal | Albino Morales | 1:1 1:2 2:3 |

| 34' | José Luis Juárez |

| Principal | Vicente Medina |

|       | POR   | Javier Vargas          |    |
|       | DEF   | Gamaliel Ramírez       |    |
|       | DEF   | Antonio Torres         |    |
|       | DEF   | José Luis Juárez       |    |
|       | MED   | José Rodríguez Sevilla |    |
|       | MED   | Humberto Medina        |    |
|       | DEL   | Ignacio Buenrostro     |    |
|       | DEL   | Rigoberto Ruvalcaba    |    |
|       | DEL   | Rafael Gómez           | ?' |
|       | DEL   | Magdaleno Mercado      |    |
|       | DEL   | José Antonio Pérez     | ?' |
| D. T. | D. T. | Javier Novello         |    |

|       | POR   | Florentino López   |    |
|       | DEF   | Héctor Vivar       |    |
|       | DEF   | Mauro Ramos        |    |
|       | DEF   | Jorge Arévalo      |    |
|       | MED   | José Luis Estrada  |    |
|       | MED   | Tomás Reynoso      |    |
|       | DEL   | Felipe Ruvalcaba   |    |
|       | DEL   | Amaury Epaminondas | ?' |
|       | DEL   | Juan Dosal         | ?' |
|       | DEL   | Albino Morales     |    |
|       | DEL   | Vicente Pereda     |    |
| D. T. | D. T. | Ignacio Trelles    |    |

|  | DEL | Pepe Delgado | ?' |
|  | DEL | Jorge Silva  | ?' |

|  | DEL | Francisco Linares   | ?' |
|  | DEL | Manuel Cerda Canela | ?' |

| 30' (pen.) | Magdaleno Mercado | 1:0 |

| Acierto de penal · Fallo de penal · Acierto de penal | Magdaleno Mercado | 1:0 1:1 2:2 |

| Acierto de penal · Acierto de penal · Acierto de penal | Albino Morales | 1:1 1:2 2:3 |

| 34' | José Luis Juárez |

| Principal | Vicente Medina |

|       | POR   | Javier Vargas          |    |
|       | DEF   | Gamaliel Ramírez       |    |
|       | DEF   | Antonio Torres         |    |
|       | DEF   | José Luis Juárez       |    |
|       | MED   | José Rodríguez Sevilla |    |
|       | MED   | Humberto Medina        |    |
|       | DEL   | Ignacio Buenrostro     |    |
|       | DEL   | Rigoberto Ruvalcaba    |    |
|       | DEL   | Rafael Gómez           | ?' |
|       | DEL   | Magdaleno Mercado      |    |
|       | DEL   | José Antonio Pérez     | ?' |
| D. T. | D. T. | Javier Novello         |    |

|       | POR   | Florentino López   |    |
|       | DEF   | Héctor Vivar       |    |
|       | DEF   | Mauro Ramos        |    |
|       | DEF   | Jorge Arévalo      |    |
|       | MED   | José Luis Estrada  |    |
|       | MED   | Tomás Reynoso      |    |
|       | DEL   | Felipe Ruvalcaba   |    |
|       | DEL   | Amaury Epaminondas | ?' |
|       | DEL   | Juan Dosal         | ?' |
|       | DEL   | Albino Morales     |    |
|       | DEL   | Vicente Pereda     |    |
| D. T. | D. T. | Ignacio Trelles    |    |

|  | DEL | Pepe Delgado | ?' |
|  | DEL | Jorge Silva  | ?' |

|  | DEL | Francisco Linares   | ?' |
|  | DEL | Manuel Cerda Canela | ?' |

| 30' (pen.) | Magdaleno Mercado | 1:0 |

| Acierto de penal · Fallo de penal · Acierto de penal | Magdaleno Mercado | 1:0 1:1 2:2 |

| Acierto de penal · Acierto de penal · Acierto de penal | Albino Morales | 1:1 1:2 2:3 |

| 34' | José Luis Juárez |

| Principal | Vicente Medina |

|       | POR   | Javier Vargas          |    |
|       | DEF   | Gamaliel Ramírez       |    |
|       | DEF   | Antonio Torres         |    |
|       | DEF   | José Luis Juárez       |    |
|       | MED   | José Rodríguez Sevilla |    |
|       | MED   | Humberto Medina        |    |
|       | DEL   | Ignacio Buenrostro     |    |
|       | DEL   | Rigoberto Ruvalcaba    |    |
|       | DEL   | Rafael Gómez           | ?' |
|       | DEL   | Magdaleno Mercado      |    |
|       | DEL   | José Antonio Pérez     | ?' |
| D. T. | D. T. | Javier Novello         |    |

|       | POR   | Florentino López   |    |
|       | DEF   | Héctor Vivar       |    |
|       | DEF   | Mauro Ramos        |    |
|       | DEF   | Jorge Arévalo      |    |
|       | MED   | José Luis Estrada  |    |
|       | MED   | Tomás Reynoso      |    |
|       | DEL   | Felipe Ruvalcaba   |    |
|       | DEL   | Amaury Epaminondas | ?' |
|       | DEL   | Juan Dosal         | ?' |
|       | DEL   | Albino Morales     |    |
|       | DEL   | Vicente Pereda     |    |
| D. T. | D. T. | Ignacio Trelles    |    |

|  | DEL | Pepe Delgado | ?' |
|  | DEL | Jorge Silva  | ?' |

|  | DEL | Francisco Linares   | ?' |
|  | DEL | Manuel Cerda Canela | ?' |

| 30' (pen.) | Magdaleno Mercado | 1:0 |

| Acierto de penal · Fallo de penal · Acierto de penal | Magdaleno Mercado | 1:0 1:1 2:2 |

| Acierto de penal · Acierto de penal · Acierto de penal | Albino Morales | 1:1 1:2 2:3 |

| 34' | José Luis Juárez |

| Principal | Vicente Medina |

| Campeón de Campeones 1967-68 |
| ---------------------------- |
|                              |
| Toluca                       |
| 2° Título                    |